# Głębock (wieś w województwie warmińsko-mazurskim)
Głębock (niem. Tiefensee) – stara wieś warmińska w Polsce, położona w województwie warmińsko-mazurskim, w powiecie braniewskim, w gminie Lelkowo nad jeziorem Głębock i przy drodze wojewódzkiej nr 510.
W latach 1954–1957 wieś należała i była siedzibą władz gromady Głębock, po jej zniesieniu w gromadzie Lelkowo. W latach 1975–1998 miejscowość administracyjnie należała do województwa elbląskiego.
Zobacz teżGłębock, Głębockie Pierwsze, Głębocko